# Antônio Carlos Konder Reis
Pour les articles homonymes, voir Konder et Reis.
Antônio Carlos Konder Reis (né à Itajaí le 16 décembre 1924 et mort le 12 juin 2018 dans la même ville) est un homme politique brésilien.
Il fut gouverneur de l'État de Santa Catarina de 1975 à 1979 et de 1994 à 1995. 

## Biographie

Antônio Carlos Konder Reis en 1975.

Antônio Carlos Konder Reis est le fils d'Adolfo Konder, également ancien gouverneur de l'État.
Il fut tour à tour député de l'État de Santa Catarina -deputado estadual, en portugais- (1947-1955), député fédéral (1955-1963), sénateur (1963-1975) et enfin gouverneur de Santa Catarina (1975-1979). Il redevient brièvement gouverneur en 1994-1995, à la suite de la démission de Vilson Pedro Kleinübing, dont il était le vice-gouverneur. Son cousin Jorge Konder Bornhausen lui succéda au poste de gouverneur en 1979.

## Distinction
- Commandeur de l'ordre du Soleil

## Publications
- (pt) Adolpho Konder, Florianópolis : Secom, 1984.
- (pt) Em defesa da colonização alemã, Florianópolis : Catarinense, 1949.
- (pt) Missão na ONU, Brasilia : Imprensa Nacional, 1964.
- (pt) Missão em Nova Delhi, Brasilia : G. Senado, 1968.
- (pt) Problemas da pesca, 1971.
- (pt) A propósito dos rumos do desenvolvimento brasileiro, 1971.
- (pt) Abertura e desenvolvimento político, Brasilia : Senado, 1972.
- (pt) O imposto de vendas e consignações, 1948.
- (pt) O papado através da história, 1950.
- (pt) Relatório sobre o projeto de Constituição do Brasil, 1967.
- (pt) Encurtando distâncias 1, Florianópolis : IOESC, 1977.
- (pt) Encurtando distâncias 2, Florianópolis : IOESC, 1977.
- (pt) Encurtando Distâncias 3, Florianópolis : IOESC, 1979.
- (pt) Encurtando Distâncias 4, Florianópolis : IOESC, 1979.
- (pt) ONU – 1972, Brasilia : Senado, 1973.
- (pt) Discurso na posse de Antonio Carlos Konder Reis na Academia Catarinense de Letras, Florianópolis : ACL, 1983. (avec Silveira Júnior)